# قاي ماريانو
قاي ماريانو (بالإنجليزية: Guy Mariano)‏ هو متزلج لوحي أمريكي، ولد في 29 مارس 1976 في لوس أنجلوس في الولايات المتحدة.